# Nagroda Polskiego PEN Clubu za przekład z literatury obcej na język polski
Nagroda Polskiego PEN Clubu za przekład z literatury obcej na język polski – prestiżowa polska nagroda dla tłumaczy literatury obcej. Nagroda ta przyznawana jest od roku 1929.

## Laureaci
- Aniela Zagórska (1929),
- Tadeusz Boy-Żeleński (1932),
- Julian Tuwim (1935),
- Józef Wittlin (1935),
- Edward Boyé (1935),
- Michał Gabriel Karski (1938),
- Maria Godlewska (1939),
- Leopold Staff (1948),
- Stefan Srebrny (1949),
- Adam Ważyk (1950),
- Wacław Rogowicz (1951),
- Ludwik Hieronim Morstin (1952),
- Kazimiera Iłłakowiczówna (1954),
- Julian Rogoziński (1956),
- Roman Kołoniecki (1960),
- Zofia Jachimecka (1960),
- Bronisław Zieliński (1960),
- Władysław Broniewski (1961),
- Feliks Konopka (1963),
- Anna Ludwika Czerny (1964),
- Zbigniew Bieńkowski (1964),
- Jerzy Zagórski (1964),
- Tadeusz Jan Dehnel (1965),
- Krystyna Tarnowska (1966),
- Seweryn Pollak (1966),
- Wacława Komarnicka (1967),
- Zygmunt Kubiak (1967),
- Mieczysław Jastrun (1969),
- Edyta Sicińska (1970),
- Juliusz Żuławski (1970),
- Paweł Hertz (1971),
- Artur Międzyrzecki (1971),
- Zofia Siwicka (1972),
- Barbara Sieroszewska (1972),
- Roman Brandstaetter (1973),
- Anna Przedpełska-Trzeciakowska (1973),
- Ana  Kamieńka-Śpiewakowa (1974),
- Henryk Krzeczkowski (1974),
- Joanna Guze (1975),
- Maciej Słomczyński (1975),
- Kazimiera Jeżewska (1976),
- Wanda Kragen (1976),
- Jerzy Ficowski (1977),
- Kalina Wojciechowska (1977),
- Jerzy S. Sito (1978),
- Irena Naganowska i Egon Naganowski (1978),
- Wiktor Woroszylski (1979),
- Jadwiga Olędzka (1979),
- Camilla Mondral (1980),
- Julia Hartwig (1980),
- Zygmunt Łanowski (1981),
- Irena Tuwim (1981),
- Włodzimierz Słobodnik (1981),
- Stanisław Barańczak (1989),
- Eligia Bąkowska (1989),
- Jerzy Schwakopf (1989),
- Jarosław Marek Rymkiewicz (1990),
- Jerzy Pomianowski (1990),
- Jerzy Litwiniuk (1991),
- Anna Kołyszko (1991),
- Jadwiga Dackiewicz (1992),
- Sławomir Błaut (1992),
- Zofia Chądzyńska (1993),
- Małgorzata Łukasiewicz (1993),
- Adam Pomorski (1994),
- Michał Friedman (1994),
- Jan Garewicz (1995),
- Ireneusz Kania (1995),
- Carlos Marrodán-Casas (1996),
- Piotr Sommer (1996),
- Jan Radożycki (1997),
- Aleksander Ziemny (1997),
- Andrzej Sobol-Jurczykowski (1998),
- Maryna Ochab (1999),
- Ziemowit Fedecki (2001),
- Feliks Przybylak (2003),
- Robert Reszke (2005),
- Teresa Worowska (2006),
- Maria Przybyłowska(inne języki) (2007),
- Leszek Engelking (2010).